# Райан, Патрик
Патрик Райан (4 января 1881, Лимерик, Манстер — 13 февраля 1964, Лимерик, Манстер) — американский легкоатлет ирландского происхождения. На олимпийских играх 1920 года выиграл золотую медаль в метании молота с результатом 52,875 метров и серебряную медаль в метании веса в 56 фунтов.
Выиграл чемпион Ирландии в метании молота 11 раз. В 1910 году эмигрировал в США, где стал работать в полиции Нью-Йорка. 17 августа 1913 года на соревнованиях в Нью-Йорке установил первый официальный мировой рекорд в метании молота — 57,77 м. Всего же 7 раз становился чемпионом США в метании молота и 2 раза чемпионом США в метании веса в 56 фунтов. Во время Первой мировой войны он вступил в армию США и служил во Франции. В 1924 году вернулся в Ирландию.